# Giorgi Targamadze
Giorgi Targamadze (georgiska: გიორგი თარგამაძე), född 22 november 1973 i Tbilisi, är en georgisk konservativ politiker och partiledare för Georgiens kristdemokratiska rörelse som är landets näst största oppositionella parti efter Enade nationella rörelsen. 
Mellan 2003 och 2008 var han politisk direktör för Imedi Media Holding, ett georgiskt TV-bolag. Han ledde även på dess kanal Imedi TV-programmet Droeba. Mellan 1999 och 2003 satt han i Georgiens parlament för partiet enade Georgien.
2013 ställer han upp i presidentvalet i Georgien som hålls 27 oktober. 
Targamadze är gift med Tatia Topuria och tillsammans har de två barn.